# أسباب آلام الأعضاء التناسلية
تنشأ آلام الأعضاء التناسلية، وآلام الحوض نتيجة العديد من الأسباب، والصدمات النفسية والجرائم، والعلاجات الطبية، والأمراض البدنية والأمراض العقلية والالتهابات. وفي بعض الحالات، ينتج ألم الأعضاء التناسلية من إيذاء الشخص لنفسه. يمكن أن يرجع اضطراب الشخصية المازوخية إلى القلق، وفي تلك الحالة يتطلب تقييم نفسي. وفي حالات أخرى، يحدث الألم نتيجة بعض التدخلات مثل الجراحة أو الوشم. وفي حالات أخرى، يكون الألم «غامضًا» ويصعب تحديد مكانه. يمكن أن يكون الألم في البطن ذات صلة بالأعضاء والأنسجة التناسلية والبولية.
يمكن أن يكون الذين يعانون من ألم في المناطق التناسلية والحوض لديهم بعض الاضطرابات الوظيفية. يُصاحب الألم في هذه المنطقة من الجسم القلق والاكتئاب والعوامل النفسية والاجتماعية الأخرى. وبالإضافة إلى ذلك، يمكن أن يؤثر هذا الألم على أنشطة الحياة اليومية أو نوعية الحياة.
يتم العلاج عادةً من تقديم المشورة والدواء وعلاج الأعراض الأخرى باستخدام العلاج الطبيعي ومُعالجة السبب الرئيسي للألم بالأساس.

## أسباب شائعة بين الرجال والنساء
- الشق الشرجي
- التهاب الغشاء المخاطي للمثانة
- متلازمة المثانة المؤلمة
- تعديل الجسم
- الإمساك (داء)
- عسر الجماع
- التبرز
- تكيسات الأدمة
- ثقب الأعضاء التناسلية
- التؤلول التناسلي
- تدمي أنيببات فالوب
- تدمي الرحم
- الهربس تناسلي
- زيادة الضغط الشرجي
- الختان الفرعوني
- متلازمة المثانة المؤلمة
- حصاة كلوية
- متلازمة العضلة الرافعة للشرج
- المليساء المعدية
- متلازمة احتقان الحوض
- تشنج عضلات الحوض
- اضطراب الاستثارة التناسلية المستمرة
- الآلام العابرة
- ثقب الأعضاء التناسلية
- الاغتصاب
- تدلي المستقيم
- الاعتداء الجنسي
- التكيسات الدهنية
- الجماع
- البوال (تعدد البيلات)
- تقطير البول
- تكرار التبول
- سلس البول
- احتباس البول
- البول الدموي
- إزالة شعر العانة
- اللعب الجنسية
- الورم الدموي
- متلازمة المثانة المؤلمة
- عدوى الجهاز البولي
- تفزر الجروح

## أسباب شائعة لدى النساء والمراهقات
- الالتصاقات
- تكيسات غدد بارثولين
- الخزعة (فحص الأنسجة)[2]
- الإيلام الحركي العنقي
- عسر الطمث
- التهاب الجلد التماسي
- فحص نسيج بطانة الرحم
- الانتباذ البطاني الرحمي[3]
- الانتباذ المبيضي
- الالتهاب الجريبي
- التكيس الجريبي للمبيض
- تدلي الأعضاء الأنثوية التناسلية
- تعديل وتشويه الأعضاء التناسلية كالختان
- الولادة[4]
- التهاب الجلد العصبي
- الحزاز متصلب
- الحزاز مسطح
- ترطيب المهبل
- التهاب الجلد
- البكارة الرتقاء
- الأورام الداخلية الظهارية
- كدمات شفرات المهبل
- ألم الإباضة
- سكتة المبيض
- كيسة مبيضية
- لي المبيض
- الحمل
- متلازمة احتقان الحوض
- مرض التهاب الحوض
- خراج الرباط العريض الرحمي
- خراج ما حول الرحم
- التهاب الهلل الحوضي
- الاغتصاب
- متلازمة شوغرن
- عدوى الجهاز البولي
- تشنج المهبل
- التجيبات الرحمية المثانية
- التهاب الأعضاء التناسلية الأنثوية
- أورام الفرج[5]
- التهاب دهليز الفرج
- نزيف المهبل
- استئصال الفرج
- جراحة المهبل التجميلية
- هبوط المهبل

## أسباب شائعة لدى الرجال
- ضخامة البروستات
- التهاب البربخ
- ارتفاع الضغط الدموي في البربخ
- الحصوات الكلوية
- التهاب البروستاتا المزمن
- القذف الخلفي للمني
- القيلة المنوية
- الحقن داخل الكهف
- ألم ما بعد قطع القناة الدافقة
- القيلة المائية
- انتفاخ تحت الجلد[6]
- التخوزق
- القيلة الدموية
- دوالي الخصية
- التهاب المستقيم الإشعاعي
- الفتق الأربي
- التهاب البربخ
- غنغرينا فورنييه[7]
- الانصمام الهوائي
- انفتال الخصية
- التهاب النسيج الخلوي الصفني
- سرطان الخصية
- مرض باجيت في كيس الصفن
- عسر التبول
- العنانة
- حلقات الديك
- الحقن الذاتي للمحلول الملحي
- سبر الإحليل
- حقن الهوا أو الغازات الأخرى داخل القضيب
- خنق القضيب[8]
- حلقات الديك[9][10]

## أسباب شائعة لدى الأطفال
- العنف ضد الأطفال
- التهاب الجلد
- البكارة رتقاء
- داء السرميات

## العلاج
- مسكن للألم
- بضع الحبل الشوكي
- مُزلق طبي
- مُزلق شخصي